# Рома (героиня)
Рома (лат. Roma) — в древнегреческой мифологии героиня, чьим именем назван Рим. Рассказ о ней передают в основном греческие авторы, и он не закрепился в позднейшей традиции. Согласно писателю Клинию, Рома — дочь Телемаха и жена Энея. По другой версии, сестра Латина, дочь Одиссея и Кирки. По третьим авторам, прорицательница. По Гераклиду, знатная троянская пленница.
Согласно историкам Гелланику и Дамасту, Рома — одна из троянок, уговорившая их сжечь корабли. Согласно историку Каллию, это троянка, вышедшая замуж за Латина, мать Рома, Ромула и Телегона, которые и основали Рим. По версиям, приводимым Плутархом, Рома — дочь троянской пленницы Ромы, жена Латина (сына Телемаха), мать Ромула; либо дочь Итала и Левкарии (либо Телефа), вышедшая замуж за Энея либо Аскания. Все эти варианты передают разнообразие существовавших в древности представлений о происхождении римского народа. См. также Ромул.